# Grapiczki
Grapiczki (kaszb.Nowé Grabcé, niem. Neu Grapitz) – mała osada w Polsce położona w województwie pomorskim, w powiecie słupskim, w gminie Potęgowo. Wieś wchodzi w skład sołectwa Grapice.
W latach 1975–1998 miejscowość administracyjnie należała do województwa słupskiego.